# Тулинов, Никита Алексеевич
Никита Алексеевич Тулинов (род. 30 ноября 2003, Москва) — российский хоккеист, вратарь.

## Биография
Занимался в московских хоккейных школах «Янтарь» (до 2014), «Белые медведи» (2014—2018), «Северная звезда» (2018—2020). В сезонах 2020/21 — 2022/23 играл за команду МХЛ «Сибирские снайперы» Новосибирск. 12 июля 2023 года перешёл в «Сочи». В сезоне 2023/24 до Нового года провёл 25 матчей за команду МХЛ «Капитан» Ступино. Также сыграл один матч в ВХЛ за «Ростов», а 30 декабря дебютировал в КХЛ — в домашнем матче «Сочи» против «Динамо» Минск (4:7) на третьей минуте при счёте 0:1 заменил травмированного Максима Третьяка. Отразил 28 бросков и пропустил пять шайб.